# Магістральна (Смолевицький район)
Магістральна (біл. вёска Магістральная) — село в складі Смолевицького району Мінської області, Білорусь. Село підпорядковане Озерицько-Слобідській сільській раді, розташоване в центральній частині області.